# Rethwisch (Stormarn)
Pour les articles homonymes, voir Rethwisch.
Rethwisch est une commune allemande du Schleswig-Holstein, située dans l'arrondissement de Stormarn (Kreis Stormarn), à six kilomètres au sud-est de la ville de Bad Oldesloe. Rethwisch fait partie de l'Amt Bad Oldesloe-Land (« Bad Oldesloe-campagne ») qui regroupe neuf communes autour de Bad Oldesloe.